# Alessandro Salvio
Alessandro Salvio (c. 1570 – c. 1640) foi um enxadrista italiano considerado com um dos campeões mundiais de xadrez não-oficiais, por volta de 1600. Ele também escreveu dois livros sobre xadrez: Trattato dell'Inventione et Arte Liberale del Gioco Degli Scacchi, publicado em Nápoles em 1604 e Il Puttino, publicado em 1634.